# За поетическото изкуство
„За поетическото изкуство“, е философски трактат от Аристотел, който представлява цялостно изложение на въпросите на естетиката.
Творбата е написана за учебни цели, най-вероятно между 334 и 330 г. пр.н.е. Пълният вариант на текста не е достигнал до нас. Предполага се, че съдържанието на „За поетическото изкуство“ се е състояло поне от две книги. Тя оказва влияние върху мисленето на западна Европа в продължение на векове и предизвика множество дебати.

## Заглавие
Заглавието Περὶ ποιητικῆς (с подразбирано τέχνης) означава „За поетическото изкуство“. По традиция то се предава с „Поетика“ (срв. ит. „Poetica“, фр. „Poétique“, нем. „Poetik“ и англ. „Poetics“). Както в българския, така и във всички посочени езици, терминът „поетика“, независимо от първоначалния си смисъл, означава не „поезия“ и „поетическо изкуство“, а „теория на поезията“. Така заглавието „Поетика“ влиза в противоречие с днешното значение на термина още с първото изречение от първа глава на съчинението: „За поезията изобщо и за нейните видове...“ („Περὶ ποιητικῆς αὐτῆς τε καὶ τῶν εἰδῶν αὐτῆς...“).

## Композиция
Творбата се състои от 26 неозаглавени глави, като всяка глава обединява определен тематичен кръг. От 1-ва до 5-та глава Аристотел въвежда понятия и категории, чрез които категоризираме и анализираме различните форми на поетични произведения.
От 5-та до 22-ра глава Аристотел фокусира вниманието ни върху трагедията и катарзиса, въпреки че се занимава с въпроси, свързани с начините на изразяване. От 22-ра до 24-та глава се говори за епоса, а в последните 2 глави Аристотел обсъжда редица въпроси, свързани с Омир.
Темите, за които се говори в „За поетическото изкуство“ са: за поезията изобщо и за нейните видове, какви особености има всеки от тях; как трябва да се съставя фабулата, за да бъде произведението хубаво, а още от колко и от какви части се състои то, както и по другите въпроси, които засягат този предмет.
- Глава 1 – Аристотел говори за подражанието (при поезията и нейните видове), също така прави разграничение между начина им на подражание. Цел и задачи на Поетиката. Темите са: за поезията изобщо и за нейните видове, какви особености има всеки от тях; как трябва да се съставя фабулата, за да бъде произведението хубаво, а още от колко и от какви части се състои то, както и по другите въпроси, които засягат този предмет. Поезията е „подражание“. Три различия в „подражанието“. Авлетиката, китаристиката и други изкуства с подобно въздействие, каквато е свирнята на сиринкс си служат с мелодия и ритъм. Само с ритъм, без мелодия, си служи изкуството на танцьорите.
- Глава 2 – Разграничение на поетическите видове в зависимост от предмета на „подражанието“.
- Глава 3 – Разграничение на поетическите видове в зависимост от начина на „подражанието“ (епос и драма). Где са възникнали трагедията и комедията. Етимологично обяснение на названията „драма“ и „комедия“.
- Глава 4 – Естествените причини на поезията: вроденост на склонността към подражание и на усета за ритъм и хармония. Първоначалната разделба на поезията – на епическа и сатирическа, впоследствие – на трагедия и комедия. Развой на трагедията.
- Глава 5 – Определение на комедията. Първи стъпки на нейното развитие. Сходства и разлики между трагедия и епос.
- Глава 6 – Определение на трагедията. Шестте и съставни части: фабула, характери, текст, мисли, сценична постановка и музикална композиция. Трагическият катарзис. Действие и фабула на трагедията.
- Глава 7 – Какъв трябва да бъде съставът на събитията в трагическата фабула. Цялост, завършеност и продължителност на действието.
- Глава 8 – Външно (привидно) и вътрешно единство на фабулата.
- Глава 9 – Задачата на поета. Поезия и история. Исторически и митологически елементи в трагедията. Чудноватото в трагедията.
- Глава 10 – Проста и заплетена фабула.
- Глава 11 – Елементи на заплетената фабула: обрат на действието (перипетия) и узнаване. Страданието в трагедията.
- Глава 12 – Строежни части на трагедията.
- Глава 13 – Цел на трагедията. Герои и действия, които пораждат състрадание и страх. Видове трагедии. Най-добрата трагедия.
- Глава 14 – Как да се предизвиква състрадание и страх. Сценична постановка. Трагичното удоволствие. Какви митове да се разработват.
- Глава 15 – Трагичният характер и неговото развитие: условия, на които трябва да отговарят. Необходима идеализация на трагичния герой.
- Глава 16 – Четири вида узнаване.
- Глава 17 – Съвети към трагиците – как да пишат трагедиите си: ясна представа за сюжета и неговото преживяване от страна на поета. Конкретни насоки за разработка на драматичен сюжет. Творческа дарба и склонност към лудост.
- Глава 18 – Завръзка и развръзка на действието. Четири вида трагедии. Трагедията трябва да избягва сложните митове и епическия строеж. Хорът в трагедията.
- Глава 19 – Словесна форма и стил на трагедията. За мислите и за израза – като предмет на ораторското изкуство. Сценичната реч – дело на актьора и режисьора.
- Глава 20 – Граматични елементи на речта: звук, сричка, съюз, член, име, глагол, окончание, изречение.
- Глава 21 – Прости и сложни думи. Обиходни думи, глоси, метафори, аналогия, украси на речта. Съставени думи. Разтегнати, съкратени и изменени думи. Окончание и род на думите.
- Глава 22 – Качества на поетическия стил: яснота и възвишеност, условия и насоки за постигане на тези качества на стила.
- Глава 23 – Различие между епос и история. Поетическата фабула „като живо същество“. Превъзходството на Омир като епически поет.
- Глава 24 – Сравнение между епос и трагедия: прилики и разлики. Омир – първомайстор на поетическата „лъжа“. Невъзможното, невероятното, чудноватото и нелепото в трагедията и в епоса.
- Глава 25 – Четири вида нападки на критиците спрямо поетите и начините на опровержението им. Волности на поетическата реч. Грешки у поетите по отношение на техните знания за света. Тази глава поставя въпросите, които един критик би отправил към поета.
- Глава 26 – Сравнителна оценка на епос и трагедия. Доказателства за превъзходството на трагедията. Заключителни думи.

## Причини за непълния вид на текста
Първата причина е свързана с безмилостното време, което води до непълното състояние на текста. Друга причина се корени във факта, че „За поетическото изкуство“ e предназначена за вътрешна употреба в школата на перипатетиците и е принадлежало към т.нар. езотерични съчинения.

## Издания на български език
- За поетическото изкуство. Превод от старогръцки език, коментар и предговор Александър Ничев. София: Наука и изкуство, 1975, 134 с.
- Поетика. Превод от старогръцки език, коментар и предговор Георги Гочев, София: ИК Изток-Запад, 2016, 112 с.